# Crocidura baileyi
Crocidura baileyi är en däggdjursart som beskrevs av Wilfred Hudson Osgood 1936. Crocidura baileyi ingår i släktet Crocidura, och familjen näbbmöss. IUCN kategoriserar arten globalt som starkt hotad. Inga underarter finns listade i Catalogue of Life.
Denna näbbmus förekommer med flera från varandra skilda populationer i Etiopiens högland. Utbredningsområdet ligger 2700 till 3300 meter över havet. Habitatet utgörs av gräsmarker och myrområden. Arten hotas av regionens omvandling till jordbruksmark.
Arten blir 72 till 93 mm lång (huvud och bål), har en 41 till 46 mm lång svans och 14 till 16 mm långa bakfötter. Den långa och ulliga pälsen på ovansidan har en brun till rödbrun färg och undersidan är täckt av vit till krämfärgad päls. Dessutom är svansen uppdelad i en brun ovansida och en vitaktig undersida. Även framtassarnas och fötternas ovansida är vitaktig. Liksom hos andra släktmedlemmar som lever i Etiopiens högland har skallen en avplattad hjärnskål.
Födan utgörs antagligen av insekter som kanske kompletteras med växtdelar.